# Liste des matchs de l'équipe de Chypre de football par adversaire
Cette liste présente les matchs de l'équipe de Chypre de football par adversaire rencontré. Lorsqu'une rivalité footballistique particulière existe entre Chypre et un autre pays, une page spécifique est parfois proposée.
- Haut – A
- B
- C
- D
- E
- F
- G
- H
- I
- J
- K
- L
- M
- N
- O
- P
- Q
- R
- S
- T
- U
- V
- W
- X
- Y
- Z

## A

### Albanie
| Date             | Lieu            | Match            | Score | Compétition                                                     |
| 19 août 1998     | Nicosie, Chypre | Chypre - Albanie | 3 - 2 | Match amical                                                    |
| 15 août 2000     | Tirana, Albanie | Albanie - Chypre | 0 - 0 | Match amical                                                    |
| 18 août 2004     | Nicosie, Chypre | Chypre - Albanie | 2 - 1 | Match amical                                                    |
| 12 août 2009     | Tirana, Albanie | Albanie - Chypre | 6 - 1 | Match amical                                                    |
| 7 septembre 2012 | Tirana, Albanie | Albanie - Chypre | 3 - 1 | Éliminatoires de la Coupe du monde 2014 (zone Europe, groupe E) |
| 15 octobre 2013  | Nicosie, Chypre | Chypre - Albanie | 0 - 0 | Éliminatoires de la Coupe du monde 2014 (zone Europe, groupe E) |

Bilan
- Total de matchs disputés : 6
- Victoires de l'équipe de Chypre : 2
- Matchs nuls : 2
- Victoires de l'équipe d'Albanie : 2
- Total de buts marqués par l'équipe de Chypre : 7
- Total de buts marqués par l'équipe d'Albanie : 12

### Allemagne
| Date             | Lieu                            | Match              | Score  | Compétition                                                     |
| 24 avril 1965    | Karlsruhe, Allemagne de l'Ouest | RFA - Chypre       | 5 - 0  | Éliminatoires de la Coupe du monde 1966 (zone Europe, groupe 2) |
| 14 novembre 1965 | Nicosie, Chypre                 | Chypre - RFA       | 0 - 6  | Éliminatoires de la Coupe du monde 1966 (zone Europe, groupe 2) |
| 23 novembre 1968 | Nicosie, Chypre                 | Chypre - RFA       | 0 - 1  | Éliminatoires de la Coupe du monde 1970 (zone Europe, groupe 7) |
| 21 mai 1969      | Essen, Allemagne de l'Ouest     | RFA - Chypre       | 12 - 0 | Éliminatoires de la Coupe du monde 1970 (zone Europe, groupe 7) |
| 15 novembre 2006 | Nicosie, Chypre                 | Chypre - Allemagne | 1 - 1  | Éliminatoires du Championnat d'Europe 2008 (groupe D)           |
| 17 novembre 2007 | Hanovre, Allemagne              | Allemagne - Chypre | 4 - 0  | Éliminatoires du Championnat d'Europe 2008 (groupe D)           |

Bilan
- Total de matchs disputés : 6
- Victoires de l'équipe de Chypre : 0
- Matchs nuls : 1
- Victoires de l'équipe d'Allemagne : 5
- Total de buts marqués par l'équipe de Chypre : 1
- Total de buts marqués par l'équipe d'Allemagne : 29

### Andorre
| Date             | Lieu                        | Match            | Score | Compétition                                                     |
| 2 septembre 2000 | Andorre-la-Vieille, Andorre | Andorre - Chypre | 2 - 3 | Éliminatoires de la Coupe du monde 2002 (zone Europe, groupe 2) |
| 15 novembre 2001 | Limassol, Chypre            | Chypre - Andorre | 5 - 0 | Éliminatoires de la Coupe du monde 2002 (zone Europe, groupe 2) |
| 11 août 2010     | Larnaca, Chypre             | Chypre - Albanie | 1 - 0 | Match amical                                                    |
| 16 novembre 2014 | Nicosie, Chypre             | Chypre - Andorre | 5 - 0 | Éliminatoires du Championnat d'Europe 2016 (groupe B)           |
| 12 juin 2016     | Andorre-la-Vieille, Andorre | Andorre - Chypre | 1 - 3 | Éliminatoires du Championnat d'Europe 2016 (groupe B)           |

Bilan
- Total de matchs disputés : 5
- Victoires de l'équipe de Chypre : 5
- Matchs nuls : 0
- Victoires de l'équipe d'Andorre : 0
- Total de buts marqués par l'équipe de Chypre : 17
- Total de buts marqués par l'équipe d'Albanie : 3

### Angleterre
| Date          | Lieu                | Match               | Score | Compétition                                           |
| 16 avril 1975 | Londres, Angleterre | Angleterre - Chypre | 5 - 0 | Éliminatoires du Championnat d'Europe 1976 (groupe 1) |
| 11 mai 1975   | Limassol, Chypre    | Chypre - Angleterre | 0 - 1 | Éliminatoires du Championnat d'Europe 1976 (groupe 1) |

Bilan
- Total de matchs disputés : 2
- Victoires de l'équipe de Chypre : 0
- Matchs nuls : 0
- Victoires de l'équipe d'Angleterre : 2
- Total de buts marqués par l'équipe de Chypre : 0
- Total de buts marqués par l'équipe d'Angleterre : 6

### Arabie saoudite
| Date             | Lieu            | Match                    | Score | Compétition  |
| 16 novembre 1978 | Nicosie, Chypre | Chypre - Arabie saoudite | 2 - 2 | Match amical |

Bilan
- Total de matchs disputés : 1
- Victoires de l'équipe de Chypre : 0
- Matchs nuls : 1
- Victoires de l'équipe d'Arabie saoudite : 0
- Total de buts marqués par l'équipe de Chypre : 2
- Total de buts marqués par l'équipe d'Arabie saoudite : 2

### Arménie
| Date             | Lieu             | Match            | Score       | Compétition                                                                            |
| 8 octobre 1994   | Erevan, Arménie  | Arménie - Chypre | 0 - 0       | Éliminatoires du Championnat d'Europe 1996 (groupe 2)                                  |
| 16 novembre 1994 | Limassol, Chypre | Chypre - Arménie | 2 - 0       | Éliminatoires du Championnat d'Europe 1996 (groupe 2)                                  |
| 4 février 2000   | Nicosie, Chypre  | Chypre - Arménie | 3 - 2 a. p. | Tournoi international de Chypre 2000 (Match amical - demi-finale)                      |
| 1er mars 2006    | Nicosie, Chypre  | Chypre - Arménie | 2 - 0       | Tournoi international de Chypre 2006 (Match amical - groupe 2, match pour la 3e place) |
| 8 septembre 2007 | Larnaca, Chypre  | Chypre - Arménie | 3 - 1       | Match amical                                                                           |
| 13 novembre 2017 | Erevan, Arménie  | Arménie - Chypre | 3 - 2       | Match amical                                                                           |

Bilan
- Total de matchs disputés : 6
- Victoires de l'équipe de Chypre : 4
- Matchs nuls : 1
- Victoires de l'équipe d'Arménie : 1
- Total de buts marqués par l'équipe de Chypre : 12
- Total de buts marqués par l'équipe d'Arménie : 6

### Autriche
| Date            | Lieu             | Match             | Score                   | Compétition                                                       |
| 19 mai 1968     | Vienne, Autriche | Autriche - Chypre | 7 - 1                   | Éliminatoires de la Coupe du monde 1970 (zone Europe, groupe 7)   |
| 19 avril 1969   | Nicosie, Chypre  | Chypre - Autriche | 1 - 2                   | Éliminatoires de la Coupe du monde 1970 (zone Europe, groupe 7)   |
| 2 mai 1984      | Nicosie, Chypre  | Chypre - Autriche | 1 - 2                   | Éliminatoires de la Coupe du monde 1986 (zone Europe, groupe 5)   |
| 7 mai 1985      | Graz, Autriche   | Autriche - Chypre | 4 - 0                   | Éliminatoires de la Coupe du monde 1986 (zone Europe, groupe 5)   |
| 10 octobre 1998 | Larnaca, Chypre  | Chypre - Autriche | 0 - 3                   | Éliminatoires du Championnat d'Europe 2000 (groupe 6)             |
| 10 octobre 1999 | Vienne, Autriche | Autriche - Chypre | 3 - 1                   | Éliminatoires du Championnat d'Europe 2000 (groupe 6)             |
| 8 février 2005  | Limassol, Chypre | Chypre - Autriche | 1 - 1 a. p. (5 - 4 tab) | Tournoi international de Chypre 2005 (Match amical - demi-finale) |

Bilan
- Total de matchs disputés : 6
- Victoires de l'équipe de Chypre : 0
- Matchs nuls : 1
- Victoires de l'équipe d'Autriche : 6
- Total de buts marqués par l'équipe de Chypre : 5
- Total de buts marqués par l'équipe d'Autriche : 22

### Azerbaïdjan
| Date             | Lieu             | Match                | Score | Compétition                                     |
| 8 septembre 2020 | Nicosie, Chypre  | Chypre - Azerbaïdjan | 0 - 1 | Ligue des nations 2020-2021 (Ligue C, groupe 1) |
| 13 octobre 2020  | Elbasan, Albanie | Azerbaïdjan - Chypre | 0 - 0 | Ligue des nations 2020-2021 (Ligue C, groupe 1) |

Bilan
- Total de matchs disputés : 2
- Victoires de l'équipe de Chypre : 0
- Matchs nuls : 1
- Victoires de l'équipe d'Azerbaïdjan : 1
- Total de buts marqués par l'équipe de Chypre : 0
- Total de buts marqués par l'équipe d'Azerbaïdjan : 1

## B

### Belgique
| Date             | Lieu                | Match             | Score | Compétition                                                       |
| 21 décembre 1980 | Nicosie, Chypre     | Chypre - Belgique | 0 - 2 | Éliminatoires de la Coupe du monde 1982 (zone Europe, groupe 2)   |
| 18 février 1981  | Bruxelles, Belgique | Belgique - Chypre | 3 - 2 | Éliminatoires de la Coupe du monde 1982 (zone Europe, groupe 2)   |
| 22 avril 1992    | Bruxelles, Belgique | Belgique - Chypre | 1 - 0 | Éliminatoires de la Coupe du monde 1994 (zone Europe, groupe 4)   |
| 13 février 1993  | Nicosie, Chypre     | Chypre - Belgique | 0 - 3 | Éliminatoires de la Coupe du monde 1994 (zone Europe, groupe 4)   |
| 26 avril 1995    | Bruxelles, Belgique | Belgique - Chypre | 2 - 0 | Éliminatoires du Championnat d'Europe 1996 (groupe 2)             |
| 15 novembre 1995 | Limassol, Chypre    | Chypre - Belgique | 1 - 1 | Éliminatoires du Championnat d'Europe 1996 (groupe 2)             |
| 3 février 1999   | Limassol, Chypre    | Chypre - Belgique | 0 - 1 | Tournoi international de Chypre 1999 (Match amical - demi-finale) |
| 28 mars 2015     | Bruxelles, Belgique | Belgique - Chypre | 5 - 0 | Éliminatoires du Championnat d'Europe 2016 (groupe B)             |
| 6 septembre 2015 | Nicosie, Chypre     | Chypre - Belgique | 0 - 1 | Éliminatoires du Championnat d'Europe 2016 (groupe B)             |
| 6 septembre 2016 | Nicosie, Chypre     | Chypre - Belgique | 0 - 3 | Éliminatoires de la Coupe du monde 2018 (zone Europe, groupe H)   |
| 10 octobre 2017  | Bruxelles, Belgique | Belgique - Chypre | 4 - 0 | Éliminatoires de la Coupe du monde 2018 (zone Europe, groupe H)   |
| 24 mars 2019     | Nicosie, Chypre     | Chypre - Belgique | 0 - 2 | Éliminatoires du Championnat d'Europe 2020 (groupe I)             |
| 19 novembre 2019 | Bruxelles, Belgique | Belgique - Chypre | 6 - 1 | Éliminatoires du Championnat d'Europe 2020 (groupe I)             |

Bilan
- Total de matchs disputés : 13
- Victoires de l'équipe de Chypre : 0
- Matchs nuls : 1
- Victoires de l'équipe de Belgique : 12
- Total de buts marqués par l'équipe de Chypre : 4
- Total de buts marqués par l'équipe de Belgique : 34

### Biélorussie
| Date             | Lieu            | Match                | Score | Compétition                                                           |
| 18 février 2004  | Akhna, Chypre   | Chypre - Biélorussie | 0 - 2 | Tournoi international de Chypre 2004 (Match amical - quart de finale) |
| 19 novembre 2008 | Nicosie, Chypre | Chypre - Biélorussie | 2 - 1 | Match amical                                                          |

Bilan
- Total de matchs disputés : 2
- Victoires de l'équipe de Chypre : 1
- Matchs nuls : 0
- Victoires de l'équipe de Biélorussie : 1
- Total de buts marqués par l'équipe de Chypre : 2
- Total de buts marqués par l'équipe de Biélorussie : 3

### Bosnie-Herzégovine
| Date             | Lieu                       | Match                       | Score | Compétition                                                     |
| 9 septembre 2014 | Zenica, Bosnie-Herzégovine | Bosnie-Herzégovine - Chypre | 1 - 2 | Éliminatoires du Championnat d'Europe 2016 (groupe B)           |
| 13 octobre 2015  | Nicosie, Chypre            | Chypre - Bosnie-Herzégovine | 2 - 3 | Éliminatoires du Championnat d'Europe 2016 (groupe B)           |
| 10 octobre 2016  | Zenica, Bosnie-Herzégovine | Bosnie-Herzégovine - Chypre | 2 - 0 | Éliminatoires de la Coupe du monde 2018 (zone Europe, groupe H) |
| 31 août 2017     | Nicosie, Chypre            | Chypre - Bosnie-Herzégovine | 3 - 2 | Éliminatoires de la Coupe du monde 2018 (zone Europe, groupe H) |

Bilan
- Total de matchs disputés : 4
- Victoires de l'équipe de Chypre : 2
- Matchs nuls : 0
- Victoires de l'équipe de Bosnie-Herzégovine : 2
- Total de buts marqués par l'équipe de Chypre : 7
- Total de buts marqués par l'équipe de Bosnie-Herzégovine : 8

### Bulgarie
| Date             | Lieu             | Match             | Score | Compétition                                                     |
| 19 novembre 1972 | Lysi, Chypre     | Chypre - Bulgarie | 0 - 4 | Éliminatoires de la Coupe du monde 1974 (zone Europe, groupe 6) |
| 28 janvier 1973  | Lysi, Chypre     | Chypre - Bulgarie | 0 - 3 | Match amical                                                    |
| 18 novembre 1973 | Sofia, Bulgarie  | Bulgarie - Chypre | 2 - 0 | Éliminatoires de la Coupe du monde 1974 (zone Europe, groupe 6) |
| 6 février 1974   | Morphou, Chypre  | Chypre - Bulgarie | 1 - 4 | Match amical                                                    |
| 30 janvier 1977  | Nicosie, Chypre  | Chypre - Bulgarie | 1 - 2 | Match amical                                                    |
| 14 décembre 1996 | Limassol, Chypre | Chypre - Bulgarie | 1 - 3 | Éliminatoires de la Coupe du monde 1998 (zone Europe, groupe 5) |
| 2 avril 1997     | Sofia, Bulgarie  | Bulgarie - Chypre | 4 - 1 | Éliminatoires de la Coupe du monde 1998 (zone Europe, groupe 5) |
| 7 février 2007   | Nicosie, Chypre  | Chypre - Bulgarie | 0 - 3 | Tournoi international de Chypre 2007 (Match amical - finale)    |
| 1er avril 2009   | Sofia, Bulgarie  | Bulgarie - Chypre | 2 - 0 | Éliminatoires de la Coupe du monde 2010 (zone Europe, groupe 8) |
| 10 octobre 2009  | Larnaca, Chypre  | Chypre - Bulgarie | 4 - 1 | Éliminatoires de la Coupe du monde 2010 (zone Europe, groupe 8) |
| 29 mars 2011     | Larnaca, Chypre  | Chypre - Bulgarie | 0 - 1 | Match amical                                                    |
| 15 août 2012     | Sofia, Bulgarie  | Bulgarie - Chypre | 1 - 0 | Match amical                                                    |
| 13 octobre 2018  | Sofia, Bulgarie  | Bulgarie - Chypre | 2 - 1 | Ligue des nations 2018-2019 (Ligue C, groupe 3)                 |
| 16 novembre 2018 | Nicosie, Chypre  | Chypre - Bulgarie | 1 - 1 | Ligue des nations 2018-2019 (Ligue C, groupe 3)                 |

Bilan
- Total de matchs disputés : 14
- Victoires de l'équipe de Chypre : 1
- Matchs nuls : 1
- Victoires de l'équipe de Bulgarie : 12
- Total de buts marqués par l'équipe de Chypre : 10
- Total de buts marqués par l'équipe de Bulgarie : 33

## C

### Canada
| Date            | Lieu            | Match           | Score | Compétition  |
| 30 octobre 1984 | Nicosie, Chypre | Chypre - Canada | 0 - 0 | Match amical |
| 30 mai 2009     | Larnaca, Chypre | Chypre - Canada | 0 - 1 | Match amical |

Bilan
- Total de matchs disputés : 2
- Victoires de l'équipe de Chypre : 0
- Matchs nuls : 1
- Victoires de l'équipe du Canada : 1
- Total de buts marqués par l'équipe de Chypre : 0
- Total de buts marqués par l'équipe du Canada : 1

### Croatie
| Date             | Lieu            | Match            | Score | Compétition                                                     |
| 4 septembre 2014 | Pula, Croatie   | Croatie - Chypre | 2 - 0 | Match amical                                                    |
| 27 mars 2021     | Rijeka, Croatie | Croatie - Chypre | 1 - 0 | Éliminatoires de la Coupe du monde 2022 (zone Europe, groupe H) |
| 8 octobre 2021   | Larnaca, Chypre | Chypre - Croatie | 0 - 3 | Éliminatoires de la Coupe du monde 2022 (zone Europe, groupe H) |

Bilan
- Total de matchs disputés : 3
- Victoires de l'équipe de Chypre : 0
- Matchs nuls : 0
- Victoires de l'équipe de Croatie : 3
- Total de buts marqués par l'équipe de Chypre : 0
- Total de buts marqués par l'équipe de Croatie : 6

## D

### Danemark
| Date            | Lieu                 | Match             | Score | Compétition                                                     |
| 23 mai 1976     | Limassol, Chypre     | Chypre - Danemark | 1 - 5 | Éliminatoires de la Coupe du monde 1978 (zone Europe, groupe 1) |
| 27 octobre 1976 | Copenhague, Danemark | Danemark - Chypre | 5 - 0 | Éliminatoires de la Coupe du monde 1978 (zone Europe, groupe 1) |
| 29 mars 1995    | Limassol, Chypre     | Chypre - Danemark | 1 - 1 | Éliminatoires du Championnat d'Europe 1996 (groupe 2)           |
| 7 juin 1995     | Copenhague, Danemark | Danemark - Chypre | 4 - 0 | Éliminatoires du Championnat d'Europe 1996 (groupe 2)           |
| 12 octobre 2010 | Copenhague, Danemark | Danemark - Chypre | 2 - 0 | Éliminatoires du Championnat d'Europe 2012 (groupe H)           |
| 7 octobre 2011  | Nicosie, Chypre      | Chypre - Danemark | 1 - 4 | Éliminatoires du Championnat d'Europe 2012 (groupe H)           |

Bilan
- Total de matchs disputés : 6
- Victoires de l'équipe de Chypre : 0
- Matchs nuls : 1
- Victoires de l'équipe du Danemark : 5
- Total de buts marqués par l'équipe de Chypre : 3
- Total de buts marqués par l'équipe du Danemark : 21

## E

### Écosse
| Date             | Lieu             | Match           | Score | Compétition                                                     |
| 11 décembre 1968 | Nicosie, Chypre  | Chypre - Écosse | 0 - 5 | Éliminatoires de la Coupe du monde 1970 (zone Europe, groupe 7) |
| 17 mai 1969      | Glasgow, Écosse  | Écosse - Chypre | 8 - 0 | Éliminatoires de la Coupe du monde 1970 (zone Europe, groupe 7) |
| 8 février 1989   | Limassol, Chypre | Chypre - Écosse | 2 - 3 | Éliminatoires de la Coupe du monde 1990 (zone Europe, groupe 5) |
| 26 avril 1989    | Glasgow, Écosse  | Écosse - Chypre | 2 - 1 | Éliminatoires de la Coupe du monde 1990 (zone Europe, groupe 5) |
| 11 novembre 2011 | Larnaca, Chypre  | Chypre - Écosse | 1 - 2 | Match amical                                                    |
| 8 juin 2019      | Glasgow, Écosse  | Écosse - Chypre | 2 - 1 | Éliminatoires du Championnat d'Europe 2020 (groupe I)           |
| 16 novembre 2019 | Nicosie, Chypre  | Chypre - Écosse | 1 - 2 | Éliminatoires du Championnat d'Europe 2020 (groupe I)           |

Bilan
- Total de matchs disputés : 7
- Victoires de l'équipe de Chypre : 0
- Matchs nuls : 0
- Victoires de l'équipe d'Écosse : 7
- Total de buts marqués par l'équipe de Chypre : 6
- Total de buts marqués par l'équipe d'Écosse : 24

### Espagne
| Date             | Lieu                | Match            | Score | Compétition                                           |
| 9 mai 1971       | Nicosie, Chypre     | Chypre - Espagne | 0 - 2 | Éliminatoires du Championnat d'Europe 1972 (groupe 4) |
| 24 novembre 1971 | Grenade, Espagne    | Espagne - Chypre | 7 - 0 | Éliminatoires du Championnat d'Europe 1972 (groupe 4) |
| 13 décembre 1978 | Salamanque, Espagne | Espagne - Chypre | 5 - 0 | Éliminatoires du Championnat d'Europe 1980 (groupe 3) |
| 9 décembre 1979  | Limassol, Chypre    | Chypre - Espagne | 1 - 3 | Éliminatoires du Championnat d'Europe 1980 (groupe 3) |
| 7 septembre 1994 | Limassol, Chypre    | Chypre - Espagne | 1 - 2 | Éliminatoires du Championnat d'Europe 1996 (groupe 2) |
| 6 septembre 1995 | Grenade, Espagne    | Espagne - Chypre | 6 - 0 | Éliminatoires du Championnat d'Europe 1996 (groupe 2) |
| 5 septembre 1998 | Larnaca, Chypre     | Chypre - Espagne | 3 - 2 | Éliminatoires du Championnat d'Europe 2000 (groupe 6) |
| 8 septembre 1999 | Badajoz, Espagne    | Espagne - Chypre | 8 - 0 | Éliminatoires du Championnat d'Europe 2000 (groupe 6) |

Bilan
- Total de matchs disputés : 8
- Victoires de l'équipe de Chypre : 1
- Matchs nuls : 0
- Victoires de l'équipe d'Espagne : 7
- Total de buts marqués par l'équipe de Chypre : 5
- Total de buts marqués par l'équipe d'Espagne : 35

## F

### France
| Date             | Lieu               | Match           | Score | Compétition                                |
| 11 octobre 1980  | Limassol Chypre    | Chypre - France | 0 - 7 | Qualifications pour la Coupe du monde 1982 |
| 5 décembre 1981  | Paris France       | France - Chypre | 4 - 0 | Qualifications pour la Coupe du monde 1982 |
| 22 octobre 1988  | Nicosie Chypre     | Chypre - France | 1 - 1 | Qualifications pour la Coupe du monde 1990 |
| 18 novembre 1989 | Toulouse France    | France - Chypre | 2 - 0 | Qualifications pour la Coupe du monde 1990 |
| 7 septembre 2002 | Nicosie Chypre     | Chypre - France | 1 - 2 | Qualifications pour l'Euro 2004            |
| 6 septembre 2003 | Saint-Denis France | France - Chypre | 5 - 0 | Qualifications pour l'Euro 2004            |
| 13 octobre 2004  | Limassol Chypre    | Chypre - France | 0 - 2 | Qualifications pour la Coupe du monde 2006 |
| 12 octobre 2005  | Saint-Denis France | France - Chypre | 4 - 0 | Qualifications pour la Coupe du monde 2006 |

Bilan
- Total de matchs disputés : 8
- Victoires de l'équipe de France : 7
- Matchs nuls : 1
- Victoires de l'équipe de Chypre : 0
- Total de buts marqués par l'équipe de France : 27
- Total de buts marqués par  l'équipe de Chypre : 2

## I

### Italie
Confrontations entre l'équipe d'Italie de football et l'équipe de Chypre de football :
| Date              | Lieu            | Match           | Score | Compétition                                |
| 22 mars 1967      | Nicosie Chypre  | Chypre - Italie | 0-2   | Qualifications pour l'Euro 1968            |
| 1er novembre 1967 | Cosenza Italie  | Italie - Chypre | 5-0   | Qualifications pour l'Euro 1968            |
| 12 février 1983   | Limassol Chypre | Chypre - Italie | 1-1   | Qualifications pour l'Euro 1984            |
| 22 décembre 1983  | Pérouse Italie  | Italie - Chypre | 3-1   | Qualifications pour l'Euro 1984            |
| 22 décembre 1990  | Limassol Chypre | Chypre - Italie | 0-4   | Qualifications pour l'Euro 1992            |
| 21 décembre 1991  | Foggia Italie   | Italie - Chypre | 2-0   | Qualifications pour l'Euro 1992            |
| 6 septembre 2008  | Larnaca Chypre  | Chypre - Italie | 1-2   | Qualifications pour la Coupe du monde 2010 |
| 14 octobre 2009   | Parme Italie    | Italie - Chypre | 3-2   | Qualifications pour la Coupe du monde 2010 |

Bilan partiel
- Total de matchs disputés : 8
- Victoires de l'équipe de Chypre : 0
- Victoires de l'équipe d'Italie : 7
- Matchs nuls : 1

## M

### Monténégro
| Date             | Lieu                 | Match               | Score | Compétition                                |
| 6 juin 2009      | Larnaca Chypre       | Chypre - Monténégro | 2 - 2 | Qualifications pour la Coupe du monde 2010 |
| 9 septembre 2009 | Podgorica Monténégro | Monténégro - Chypre | 1 - 1 | Qualifications pour la Coupe du monde 2010 |

Bilan
- Total de matchs disputés : 2
- Victoires de l'équipe du Monténégro : 0
- Victoires de l'équipe de Chypre : 0
- Matchs nulss : 2

## P

### Pays-Bas
| Date             | Lieu               | Match             | Score | Compétition                                            |
| 22 février 1981  | Groningue Pays-Bas | Pays-Bas - Chypre | 3 - 0 | Qualifications pour la Coupe du monde de football 1982 |
| 29 avril 1981    | Nicosie Chypre     | Chypre - Pays-Bas | 0 - 1 | Qualifications pour la Coupe du monde de football 1982 |
| 23 décembre 1984 | Nicosie Chypre     | Chypre - Pays-Bas | 0 - 1 | Qualifications pour la Coupe du monde de football 1986 |
| 27 février 1985  | Amsterdam Pays-Bas | Pays-Bas - Chypre | 7 - 1 | Qualifications pour la Coupe du monde de football 1986 |
| 21 décembre 1986 | Limassol Chypre    | Chypre - Pays-Bas | 0 - 2 | Qualifications pour l'Euro 1988                        |
| 28 octobre 1987  | Rotterdam Pays-Bas | Pays-Bas - Chypre | 8 - 0 | Qualifications pour l'Euro 1988                        |
| 9 décembre 1987  | Amsterdam Pays-Bas | Pays-Bas - Chypre | 4 - 0 | Qualifications pour l'Euro 1988                        |
| 7 octobre 2000   | Nicosie Chypre     | Chypre - Pays-Bas | 0 - 4 | Qualifications pour la Coupe du monde de football 2002 |
| 25 avril 2001    | Eindhoven Pays-Bas | Pays-Bas - Chypre | 4 - 0 | Qualifications pour la Coupe du monde de football 2002 |

Bilan
- Total de matchs disputés : 9
- Victoires de l'équipe de Chypre : 0
- Victoires de l'équipe des Pays-Bas : 9
- Matchs nuls : 0

### Pologne
| Date             | Lieu              | Match          | Score | Compétition                        |
| 31 octobre 1976  | Varsovie Pologne  | Pologne-Chypre | 5 - 0 | Qualifications Coupe du monde 1978 |
| 15 mai 1977      | Limassol Chypre   | Chypre-Pologne | 1 - 3 | Qualifications Coupe du monde 1978 |
| 12 avril 1987    | Gdańsk Pologne    | Pologne-Chypre | 0 - 0 | Qualifications Euro 1988           |
| 11 novembre 1987 | Limassol Chypre   | Chypre-Pologne | 0 - 1 | Qualifications Euro 1988           |
| 1er février 1993 | Nicosie Chypre    | Chypre-Pologne | 0 - 0 | Match amical                       |
| 27 août 1996     | Bełchatów Pologne | Pologne-Chypre | 2 - 2 | Match amical                       |
| 15 février 1997  | Ayia Napa Chypre  | Chypre-Pologne | 2 - 3 | Match amical                       |

Bilan
- Total de matchs disputés : 7
- Victoires de l'équipe de Pologne : 4
- Victoires de l'équipe de Chypre : 0
- Matchs nuls : 3

### Portugal
| Date             | Lieu               | Match             | Score | Compétition                                |
| 29 mars 1972     | Lisbonne Portugal  | Portugal - Chypre | 4 - 0 | Qualifications pour la Coupe du monde 1974 |
| 10 mai 1972      | Nicosie Chypre     | Chypre - Portugal | 0 - 1 | Qualifications pour la Coupe du monde 1974 |
| 8 juin 1975      | Limassol Chypre    | Chypre - Portugal | 0 - 2 | Qualifications pour l'Euro 1976            |
| 3 décembre 1975  | Setúbal Portugal   | Portugal - Chypre | 1 - 0 | Qualifications pour l'Euro 1976            |
| 5 décembre 1976  | Limassol Chypre    | Chypre - Portugal | 1 - 2 | Qualifications pour la Coupe du monde 1978 |
| 16 novembre 1976 | Faro Portugal      | Portugal - Chypre | 4 - 0 | Qualifications pour la Coupe du monde 1978 |
| 6 juin 2001      | Lisbonne Portugal  | Portugal - Chypre | 6 - 0 | Qualifications pour la Coupe du monde 2002 |
| 5 septembre 2001 | Larnaca Chypre     | Chypre - Portugal | 1 - 3 | Qualifications pour la Coupe du monde 2002 |
| 3 septembre 2010 | Guimarães Portugal | Portugal - Chypre | 4 - 4 | Qualifications pour l'Euro 2012            |

Bilan
- Total de matchs disputés : 9
- Victoires de l'équipe du Portugal : 8
- Victoires de l'équipe de Chypre : 0
- Matchs nuls : 1

## R

### Russie
| Date               | Lieu             | Match           | Score | Compétition                                      |
| 15 novembre 1970   | Chypre           | Chypre - URSS   | 1 - 3 | Qualifications pour le Championnat d'Europe 1972 |
| 7 juin 1971        | Union soviétique | URSS - Chypre   | 6 - 1 | Qualifications pour le Championnat d'Europe 1972 |
| 29 mai 1991        | Union soviétique | URSS - Chypre   | 4 - 0 | Qualifications pour le Championnat d'Europe 1992 |
| 13 novembre 1991   | Chypre           | Chypre - URSS   | 0 - 3 | Qualifications pour le Championnat d'Europe 1992 |
| 1er septembre 1996 | Russie           | Russie - Chypre | 4 - 0 | Qualifications pour la Coupe du monde 1998       |
| 29 mars 1997       | Chypre           | Chypre - Russie | 1 - 1 | Qualifications pour la Coupe du monde 1998       |
| 12 février 2003    | Chypre           | Chypre - Russie | 0 - 1 | Tournoi amical                                   |

Bilan
- Total de matchs disputés : 7
- Victoires de l'équipe de Chypre : 0
- Victoires des équipes d'URSS et de Russie : 6
- Matchs nuls : 1

## S

### Suisse
| Date             | Lieu           | Match           | Score | Compétition                                            |
| 8 novembre 1967  | Lugano Suisse  | Suisse - Chypre | 5 - 0 | Qualifications pour l'Euro 1968                        |
| 17 février 1968  | Nicosie Chypre | Chypre - Suisse | 2 - 1 | Qualifications pour l'Euro 1968                        |
| 13 février 2002  | Nicosie Chypre | Chypre - Suisse | 1 - 1 | Match amical                                           |
| 30 mars 2005     | Zurich Suisse  | Suisse - Chypre | 1 - 0 | Qualifications pour la Coupe du monde de football 2006 |
| 7 septembre 2005 | Nicosie Chypre | Chypre - Suisse | 1 - 3 | Qualifications pour la Coupe du monde de football 2006 |
| 20 août 2008     | Genève Suisse  | Suisse - Chypre | 4 - 1 | Match amical                                           |

Bilan
- Total de matchs disputés : 6
- Victoires de l'équipe de Suisse : 4 (66,66 %)
- Victoires de l'équipe de Chypre : 1 (16,67 %)
- Matchs nuls : 1 (16,67 %)